# سعد مصلوح
سعد عبد العزيز مصلوح (ولد 1362 هـ / 1943 م) علامة لغوي مصري، من أعلام العربية واللسانيات في عصرنا، جمع بين الأصالة والمعاصرة، وهو أديب رفيع الأسلوب، وشاعر مبدع، وأستاذ جامعي، ألف في التراث وفي الدراسات اللغوية الحديثة، وترجم إلى العربية. حاصل على جائزة الشيخ زايد للكتاب في الترجمة عام 2009.

## ولادته وتحصيله
ولد سعد عبد العزيز مصلوح في قرية منسفيس في محافظة المنيا، يوم الاثنين 25 صفر 1362هـ الموافق الأول من مارس (آذار) 1943.
حصل على ليسانس في اللغة العربية والدراسات الإسلامية من كلية دار العلوم جامعة القاهرة 1963، وعلى الماجستير من الكلية نفسها عام 1968، ثم على الدكتوراه من جامعة موسكو عام 1975.

## عمله ووظائفه
عمل معيدًا بكلية دار العلوم 1964، فمدرسًا مساعدًا، فمدرسًا 1975، ثم أستاذًا مساعدًا 1980، ثم أستاذًا بكلية الآداب فرع بني سويف 1992، وقد عمل أثناء ذلك أستاذًا مشاركًا في كلية الآداب بجامعة الملك عبد العزيز 1980، وخبيرًا بمعهد الخرطوم الدَّولي للغة العربية التابع لمنظمة المؤتمر الإسلامي. ثم أستاذًا بكلية التربية الأساسية بدولة الكويت، وحاليًّا أستاذ بكلية الآداب جامعة الكويت.

## مؤلفاته وآثاره
- الشاعر والكلمة.
- مدخل إلى التصوير الطيفي للكلام.
- دراسة السمع والكلام: صوتيات اللغة من الإنتاج إلى الإدراك.
- حازم القرطاجني: ونظرية المحاكاة والتخييل في الشعر.
- المسلمون بين المطرقة والسندان.
- الشعر العربي الحديث.
- دراسات نقدية في اللسانيات المعاصرة.
- الأسلوب - في النص الأدبي.
- في البلاغة العربية والأسلوبيات اللسانية.
- في النقد اللساني: دراسات ومثاقفات في مسائل الخلاف.
- في النص الأدبي: دراسات أسلوبية إحصائية.
- نحو العربية (بالاشتراك مع عبد اللطيف الخطيب).
- التدريب اللغوي (بالاشتراك مع عبد اللطيف الخطيب).

### ترجماته
- في نظرية الترجمة: اتجاهات معاصرة. تأليف: إدوين غنتسلر.
- اتجاهات البحث اللساني (ترجمة بالاشتراك مع وفاء كامل فايد).

## تكريمه
- حصل على الجائزة الأولى في المسابقة الأدبية لمجمع اللغة العربية بالقاهرة 1971.
- حصل الدكتور سعد مصلوح علي جائزة الشيخ زايد للكتاب في فرع الترجمة عن كتابه "في نظرية الترجمة اتجاهات 2009.

## وصلات خارجية
- سعد مصلوح.. عبقرية الإبداع والإتقان
- مصلوح وراضي يفوزان بجائزة زايد للترجمة والفنون
- مصلوح والسيد راضي يظفران بجائزة زايد للكتاب
- جديد المنظمة العربية للترجمة
- Sheikh Zayed Book Award announces winners in art, translation
- 2009 Sheikh Zayed Book awards